# San Giacomo delle Segnate
San Giacomo delle Segnate ist eine norditalienische Gemeinde (comune) mit 1514 Einwohnern (Stand 31. Dezember 2023) in der Provinz Mantua in der Lombardei. Die Gemeinde liegt etwa 25 Kilometer südöstlich von Mantua und grenzt an die Provinz Modena (Emilia-Romagna).

## Geschichte
Die Villa Arrigona wurde von 1613 bis 1622 errichtet. Das Erdbeben in der Emilia-Romagna 2012 hatte Auswirkungen auf das Gemeindegebiet.

## Persönlichkeiten
- Vasco Bergamaschi (1909–1979), Radrennfahrer, Gewinner des Giro d’Italia 1935

## Verkehr
Durch die Gemeinde führt die frühere Strada Statale 496 Virgiliana (heute eine Provinzstraße) von San Benedetto Po nach Ferrara.